# Сторонибаби (заповідне урочище)
Сторонибаби́ — заповідне урочище місцевого значення в Україні. Розташоване в межах Буського району Львівської області, на північний схід від села Сторонибаби.
Площа — 30 га. Засноване рішенням Львівської облради від 9.10.1984 року, № 495. Перебуває у віданні Буський ДЛГ, Верблянське лісництво.
Створено з метою збереження лісового масиву з цінними високопродуктивними насадженнями дуба звичайного природного походження.